# 木越 (小惑星)
木越（きごし、7202 Kigoshi）は、小惑星帯に位置する小惑星の1つである。群馬県新田郡尾島町で新島恒男と浦田武によって発見された。名前は化学者の木越邦彦に由来する。